# Darkbloom
Darkbloom es un  EP dividido de la cantante canadiense  Grimes con  d'Eon.  Fue lanzado el 18 de abril de 2011 como un lanzamiento conjunto a través de los respectivos sellos de Grimes y d'Eon, Arbutus Records y Hippos in Tanks.  Darkbloom fue concebido juntos por Grimes y d'Eon pero grabado por separado.
Grimes dirigió el video de "Vanessa" ella misma después de que, según los informes, no estaba contenta con el video hecho para "Crystal Ball". Fue el debut como directora de Claire Boucher.  También dirigió y coprotagonizó el video de D'Eon para "Transparency".  Ambos videos fueron lanzados el mismo día en abril de 2011. El video de Tim Kelly para "Crystal Ball" había sido filmado antes, pero fue lanzado en mayo.

## Lista de canciones
Pistas 1–5 interpretadas, escritas y producidas por Grimes.  Pistas 6–9 interpretadas, escritas y producidas por d'Eon.
| N.º   | Título                 | Duración |  |
| 1.    | «Orphia»               | 1:09     |  |
| 2.    | «Vanessa»              | 5:24     |  |
| 3.    | «Crystal Ball»         | 3:16     |  |
| 4.    | «Urban Twilight»       | 4:15     |  |
| 5.    | «Hedra»                | 3:38     |  |
| 6.    | «Telepathy»            | 3:03     |  |
| 7.    | «Thousand Mile Trench» | 6:00     |  |
| 8.    | «Tongues»              | 4:02     |  |
| 9.    | «Transparency»         | 5:30     |  |
| 36:17 |                        |          |  |

## Personal
Créditos adaptados de las notas del álbum "Darkbloom".
- Grimes - voz, productora  (pistas: 1–5)
- d'Eon - voz, productor  (pistas: 6–9)
- Jasper Baydala - diseño
- Sebastian Cowan - mezcla adicional
- Sadaf Hakimian - fotografía
- Tyler Los-Jones - insertar

## Historial de lanzamientos
| País           | Fecha               | Etiqueta                         | Formato          |
| -------------- | ------------------- | -------------------------------- | ---------------- |
| Reino Unido    | 18 de abril de 2011 | Arbutus Records, Hippos in Tanks | Descarga digital |
| Canadá         | 19 de abril de 2011 | Arbutus Records, Hippos in Tanks | CD               |
| Canadá         | 10 de mayo de 2011  | Arbutus Records, Hippos in Tanks | 12"              |
| Canadá         | 17 de mayo de 2011  | Arbutus Records, Hippos in Tanks | Descarga digital |
| Estados Unidos | 17 de mayo de 2011  | Arbutus Records, Hippos in Tanks | Descarga digital |